# Marsilea mollis
Marsilea mollis là một loài dương xỉ trong họ Marsileaceae. Loài này được B.L. Rob. & Fernald mô tả khoa học đầu tiên năm 1895.